# Районы Махачкалы

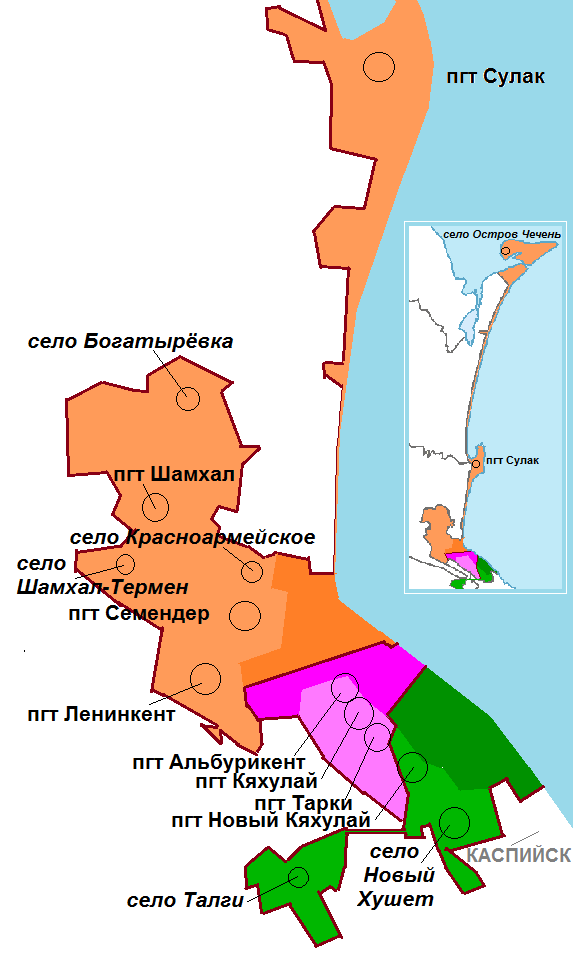
Районы города Махачкалы с подчинёнными им населёнными пунктами:
Кировский район
Советский район
Ленинский район

Город Махачкала, столица Дагестана, и соответствующий ему городской округ с внутригородским делением делится на 3 района в городе (внутригородских района). 
В рамках административно-территориального устройства, он является городом республиканского значения, который делится на районы.
В рамках местного самоуправления, город составляет муниципальное образование городской округ с внутригородским делением город Махачкала. Районы города являются внутригородскими муниципальными образованиями со статусом внутригородских районов.

## Районы
|    | Район                 | Площадь, км² | Население, чел. (2025 г.) | Код ОКАТО  | Код ОКТМО  |
| -- | --------------------- | ------------ | ------------------------- | ---------- | ---------- |
| 1. | Кировский район       |              | ↗189 732                  | 82 401 362 | 82 701 362 |
| 2. | Советский район       |              | ↗219 319                  | 82 401 370 | 82 701 370 |
| 3. | Ленинский район       |              | ↗216 271                  | 82 401 365 | 82 701 365 |
|    | итого город Махачкала |              | ↗625 322                  | 82 401     | 82 701     |

## Населённые пункты
Во внутригородские районы как внутригородские муниципальные образования соответствующего городского округа входят подчинённые администрациям районов населённые пункты:
| №     | Населённый пункт | Тип нп | Население | Внутри- городской район |
| ----- | ---------------- | ------ | --------- | ----------------------- |
| 1e-06 | Махачкала        | город  | ↗625 322  | все                     |
| 1     | Альбурикент      | пгт    | ↗10 650   | Советский район         |
| 2     | Богатырёвка      | село   | ↗4685     | Кировский район         |
| 3     | Красноармейское  | село   | ↗5770     | Кировский район         |
| 4     | Кяхулай          | пгт    | ↗7456     | Советский район         |
| 5     | Ленинкент        | пгт    | ↗19 795   | Кировский район         |
| 6     | Новый Кяхулай    | пгт    | ↗8192     | Ленинский район         |
| 7     | Новый Хушет      | село   | ↗14 180   | Ленинский район         |
| 8     | Остров Чечень    | село   | ↘119      | Кировский район         |
| 9     | Семендер         | пгт    | ↗16 085   | Кировский район         |
| 10    | Сулак            | пгт    | ↗9758     | Кировский район         |
| 11    | Талги            | село   | ↗2592     | Ленинский район         |
| 12    | Тарки            | пгт    | ↗18 520   | Советский район         |
| 13    | Шамхал           | пгт    | ↗11 284   | Кировский район         |
| 14    | Шамхал-Термен    | село   | ↘8719     | Кировский район         |

## История
В 1972 году в Махачкале были созданы 2 района — Ленинский и Советский. 23 ноября 1985 года из северной части Советского в городе был образован Кировский район.